# Gấu đen Đài Loan
Gấu đen Đài Loan (danh pháp khoa học: Ursus thibetanus formosanus), tên tiếng Trung: 臺灣黑熊 (Đài Loan hắc hùng), còn được gọi là gấu cổ trắng, là một phân loài của gấu đen châu Á. Gấu đen Đài Loan là phân loài đặc hữu Đài Loan. Năm 2001, nó được bầu chọn là động vật hoang dã tiêu biểu nhất của Đài Loan trong chiến dịch bỏ phiếu kéo dài nửa năm trên toàn quốc. Chúng cũng là động vật trên cạn lớn nhất và là loài gấu bản địa duy nhất (Ursidae) ở Đài Loan.
Do tình trạng khai thác nghiêm trọng và suy thoái môi trường sống trong những thập kỷ gần đây, quần thể gấu đen Đài Loan hoang dã đã suy giảm. Phân loài này được liệt kê là "có nguy cơ tuyệt chủng" theo Đạo luật bảo tồn động vật hoang dã của Đài Loan (tiếng Trung Quốc truyền thống: 野生動物保育法) vào năm 1989. Sự phân bố tính theo địa lý của chúng bị giới hạn ở các khu vực xa xôi, gồ ghề ở độ cao 1.000 mét 3.500 mét.

## Sinh sản
Là động vật đơn độc, gấu đen Đài Loan không ở trong những nơi trú ẩn cố định, ngoại trừ con cái trong thời kỳ sinh sản. Thời gian tán tỉnh của con gấu rất ngắn gọn. Một con gấu đực theo đuổi con cái chỉ trong vài ngày. Sau khi giao phối, chúng trở về cuộc sống đơn độc. Con cái đạt đến độ thuần thục sinh dục ở tuổi 3-4 và con đực đạt đến tuổi trưởng thành ở tuổi 4-5, thường muộn hơn một năm so với con cái. Giao phối thường từ tháng 6 đến tháng 8 và mang thai kéo dài trong 6 tháng 7 tháng. Do đó, con cái hoang dã thường sinh con trong khoảng thời gian từ tháng 12 đến tháng 2 năm sau.
Mỗi lần sinh 1-3 con gấu con. Đàn con sẽ được mẹ nuôi dưỡng trong khoảng sáu tháng. Khi chúng đủ khỏe để rời khỏi hang tức là khi những con gấu con sẽ ở lại với mẹ trong hai năm, cho đến khi mẹ bước vào chu kỳ động dục tiếp theo và xua đuổi đàn con. Điều này tạo thành chu kỳ sinh sản 2 năm của gấu đen Đài Loan.